# Marc Pollefeys

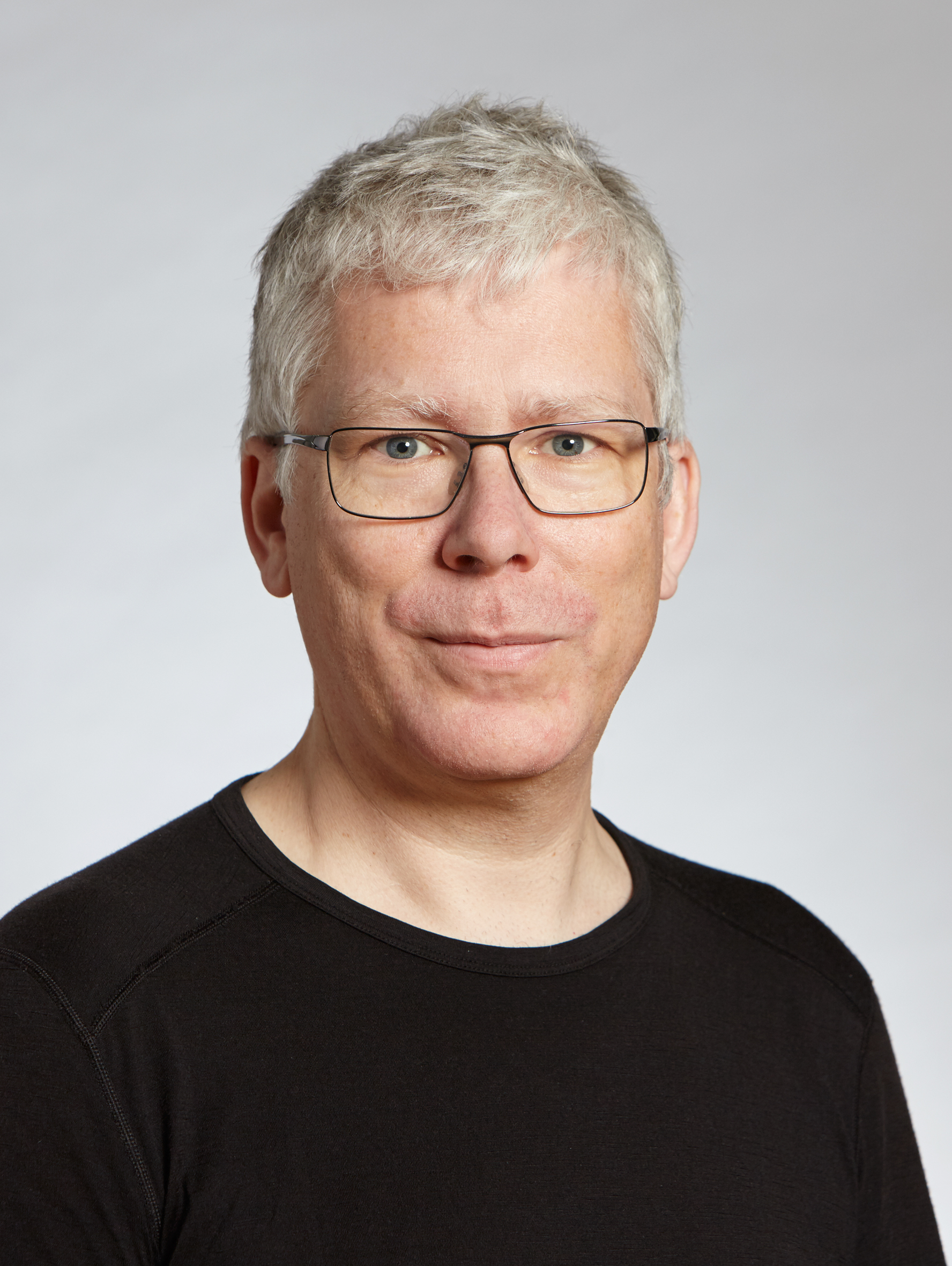
Marc Pollefeys (2021)

Marc Andre Leon Pollefeys (* 1. Mai 1971 in Anderlecht) ist ein belgischer Elektroingenieur, Informatiker und Hochschullehrer. Er ist als ordentlicher Professor für Informatik an der ETH Zürich am Institut für Visual Computing und gleichzeitig bei Microsoft (Schweiz) als Leiter des Mixed Reality and AI Lab in Zürich tätig.

## Akademische Laufbahn
Marc Pollefeys studierte Elektrotechnik an der Katholieke Universiteit Leuven und schloss das Master-Studium mit der Arbeit Algorithms for Radial Basis Function Neural Networks 1994 ab. An derselben Universität wurde er 1999 mit der Arbeit Self-calibration and metric 3D reconstruction from uncalibrated image sequences promoviert.
Er war von 2002 bis 2005 Assistenzprofessor an der University of North Carolina at Chapel Hill und dort anschliessend ab 2005 ausserordentlicher Professor. Auch nach seiner im August 2007 erfolgten Wahl zum ordentlichen Professor für Informatik an der ETH Zürich blieb er mit dem Department of Computer Science der Universität North Carolina verbunden.

## Wirken
Er war der Erste, der eine Software so programmierte, dass sie automatisch eine Reihe von Fotos in detaillierte 3-D-Modelle umwandelt. Während seiner Tätigkeit an der ETH Zürich nahm er eine Auszeit von 2016 bis 2018, um bei der Firma Microsoft in den USA bei der Entwicklung der Datenbrille HoloLens 2 mitzuwirken. Als er nach zwei Jahren zu seiner Professur in Zürich zurückkehrte, wollte Microsoft nicht auf seine Mitwirkung verzichten und schlug der ETH eine Partnerschaft vor. Die Anfrage führte zum 2019 eröffneten Microsoft Mixed Reality & AI Lab in Zürich. Heute leitet Pollefeys dieses Zentrum neben seiner Lehr- und Forschungstätigkeit an der ETH. Ich bin jetzt sowohl in der Grundlagenforschung wie auch in der Produktentwicklung tätig. Das ist für mich ein perfektes Arbeitsmodell, sagt er. Pollefeys ist je zur Hälfte bei der ETH und bei Microsoft angestellt. Sein Team bei Microsoft umfasst in der Schweiz ein Team von 25 Mitarbeitern. Zusätzlich sind 2024 weitere 15 Mitarbeiter am Hauptsitz von Microsoft in den USA für dieses Lab tätig.
Der Fokus seiner Arbeit und seiner Mitwirkenden ist Computer Vision, insbesondere die Entwicklung flexibler Erfassung visueller Abbilder von Objekten, Szenen und Ereignissen der realen Welt.

## Veröffentlichungen
- Publications. In: people.inf.ethz.ch (1994 bis und mit 2017).
- Veröffentlichungen von Pollefeys, Marc Andre Leon. In: scholar.google.com.
- Computational 3D Photography: Extracting Shape, Motion and Appearance from Images. Einführungsvorlesung. Videoportal der ETH Zürich, 5. Oktober 2008.

## Weitere Tätigkeiten
- 2006 bis 2014: Editor International Journal of Computer Vision
- 2005 bis 2009: Editor IEEE Transactions on Pattern Analysis and Machine Intelligence
- seit 2003: Editor Foundations and Trends in Computer Graphics and Computer Vision
- Mitwirkung bei der Schweizer Firma Auterion[7], um die Technologie Pixhawk anzuwenden, die heute als frei verfügbare Software weltweit für Drohnen eingesetzt wird.[8]

## Auszeichnungen (Auswahl)
- 2022: ACM Fellow for contributions to geometric computer vision and applications to AR/VR/MR, robotics, and autonomous vehicles[9]
- 2012: IEEE Fellow for contributions to three-dimensional computer vision[10]
- 2008: ERC Starting Grant
- 2005: Packard Fellowship[11]
- 2003: NSF Career Award
- 1998: Marr-Preis Computer Vision verliehen an der International Conference on Computer Vision